# Sde Boaz
Sde Boaz (hebrejsky שדה בועז, doslova Boazova pole) je izraelská osada na Západním břehu Jordánu. Leží na kopci nad izraelskou osadou Neve Danijel a spadá pod oblastní radu Guš Ecjon.
Mezinárodní společenství považuje izraelské osady na Západním břehu Jordánu podle mezinárodního práva za nelegální, přičemž izraelská vláda toto odmítá.

## Historie
Osada byla založena v roce 2002 člověkem, který se o pozemek přihlásil tak, že na vrchol kopce přemístil přepravní kontejner a nastěhoval se do něj. Osada je pojmenována po Boazovi z Knihy Rút.
Ve své listině Sde Boaz prohlašuje, že chce žít v míru se svými arabskými sousedy a vyhýbat se násilí. Jedná se o ekologicky šetrnou zemědělskou komunitu, která přijímá věřící i nevěřící Židy.
Izraelský premiér Ehud Olmert označil osady jako Sde Boaz za „ostudu“. Po nástupu do funkce v roce 2006 zahájil Olmert likvidaci nelegálních osad, aby splnil podmínky mírové mapy, přičemž do roku 2008 souhlasil s likvidací Sde Boaz.
V roce 2006 se zde konal masový protest proti soudem nařízenému zničení osady, které měly provést Izraelské obranné síly. IOS se podařilo zničit malý dům a stáj, ovšem stovky izraelských demonstrantů zabránily vojákům zničit další budovy.
V roce 2008 byli někteří obyvatelé Sde Boaz vycvičeni neziskovou organizací, která osadníky učí protiteroristickým technikám a používání zbraní. IOS dodává osadníkům, kteří prošli výcvik, pušky M16 a munici.

## Obyvatelstvo
Většina obyvatel jsou profesionálové, kteří dojíždějí za prací. Spousta rodin se věnuje ekologickému zemědělství a pěstují cizrnu, květák, rajčata, melouny, salát, hroznové víno, moruše a olivy. Mezi další plodiny pěstované v osadě patří severoamerické tykve a hrách.